# تغير صبغي
التغير الصبغي (بالإنجليزية: Chromomorphism) هي صفة تتميز بمواد أو أنسجة حية محددة قادرة على تغيير لونها. وقد تكون عملية تلون الأشياء أو الكائنات المتغيرة الأصباغ عملية طبيعية أو إرادية.
ومن أمثلة الحيوانات متغيرة الأصباغ الحرباء التي تغير لون جلدها بحسب الاندفاع الكيميائي في جسمها (دون امتزاج أو اختلاط على عكس ما يعتقد العامة).
تُعدّ الكروماتوفورات مسؤولةً بشكلٍ كبير عن تكوين لون الجلد والعين في الحيوانات ذات الدم البارد، وتتكوّن في العرف العصبي أثناء التطور الجنيني. تُصنّف الكروماتوفورات الناضجة إلى فئات فرعية بناءً على لونها تحت الضوء الأبيض: زانثوفور (أصفر)، إريثروفور (أحمر)، إيريدوفور (عاكس/متقزح)، ليوكوفور (أبيض)، ميلانوفور (أسود/بني)، وسيانوفور (أزرق). في حين أن معظم الكروماتوفورات تحتوي على أصباغ تمتص أطوالًا موجية محددة من الضوء، فإن لون الليوكوفور والقزحية ينتج عن خصائص التشتت والتداخل الضوئي الخاصة بكلٍّ منهما.
يمكن لبعض الأنواع تغيير لونها بسرعة من خلال آليات تنقل الصبغة وتعيد توجيه الصفائح العاكسة داخل الخلايا الصبغية. تُسمى هذه العملية، التي تُستخدم غالبًا كنوع من التمويه، بالتغير الفسيولوجي للون أو التصبغ اللوني. تمتلك رأسيات الأرجل، مثل الأخطبوط، أعضاءً صبغية معقدة تتحكم بها العضلات لتحقيق ذلك، بينما تُولّد الفقاريات مثل الحرباء تأثيرًا مشابهًا من خلال إشارات الخلايا. يمكن أن تكون هذه الإشارات هرمونات أو نواقل عصبية، وقد تبدأ بتغيرات في المزاج أو درجة الحرارة أو التوتر أو تغيرات مرئية في البيئة المحلية. يدرس العلماء الخلايا الصبغية لفهم الأمراض البشرية وكأداة في اكتشاف الأدوية.